# Agrypon falcator
Agrypon falcator är en stekelart som först beskrevs av Smith 1860.  Agrypon falcator ingår i släktet Agrypon och familjen brokparasitsteklar. Inga underarter finns listade i Catalogue of Life.